# Rafael Inzunza
Rafael Inzunza (Culiacán, Sinaloa, México, 5 de agosto de 2000) es un futbolista mexicano. Juega de defensa central y su equipo actual es el Club Tijuana de la Primera División de México.

## Trayectoria

### Querétaro Fútbol Club
Debutó, en partido oficial, en el Querétaro el 2 de octubre de 2019 en la victoria de los queretanos por 2-1 sobre los Mineros de Zacatecas, encuentro correspondiente a la fase de grupos de la Copa MX.

#### Préstamo a los Dorados de Sinaloa
Durante 2020 estuvo jugando en el Ascenso MX con los Dorados de Sinaloa. Su primer juego lo disputó el 18 de agosto de 2020, enfrentando al Celaya.

#### Regreso a Primera División
Volvió a los Gallos de Querétaro, tras su estancia en Culiacán. Participó en su primer partido en Primera División el jueves 11 de agosto de 2022 en el empate a un gol contra el Atlético de San Luis.

### Club Tijuana
En junio de 2023, se oficializó el traspaso de Inzunza al Club Tijuana.

## Selección nacional

### Sub-23
Fue incluido en el plantel sub-23 que jugó los Juegos Panamericanos de 2023. La escuadra mexicana consiguió la medalla de bronce después de derrotar 4 goles a 1 a los Estados Unidos.

### Absoluta
Jaime Lozano lo convocó a la selección mayor de México para el último amistoso de 2023 contra Colombia.

## Estadísticas
Actualizado al último partido jugado el 20 de abril de 2025.
| Querétaro F. C. · México            | 1.ª           | 2019-20       | 0  | 0 | 3 | 0 | ― | ― | 3  | 0 |
| Querétaro F. C. · México            | 1.ª           | 2022-23       | 18 | 1 | ― | ― | ― | ― | 18 | 1 |
| Querétaro F. C. · México            | Total club    | Total club    | 18 | 1 | 3 | 0 | 0 | 0 | 21 | 1 |
| Dorados · México                    | 2.ª           | 2020-21       | 5  | 0 | ― | ― | ― | ― | 5  | 0 |
| Dorados · México                    | Total club    | Total club    | 5  | 0 | 0 | 0 | 0 | 0 | 5  | 0 |
| C. Tijuana · México                 | 1.ª           | 2023-24       | 23 | 0 | ― | ― | 2 | 0 | 25 | 0 |
| C. Tijuana · México                 | 1.ª           | 2024-25       | 29 | 0 | ― | ― | 2 | 0 | 31 | 0 |
| C. Tijuana · México                 | Total club    | Total club    | 52 | 0 | 0 | 0 | 4 | 0 | 56 | 0 |
| Total carrera                       | Total carrera | Total carrera | 75 | 1 | 3 | 0 | 4 | 0 | 82 | 1 |
| (1)Incluye datos de la Copa México. |               |               |    |   |   |   |   |   |    |   |